# Долтон, Ричард
Ри́чард До́лтон (англ. Richard Dalton; 27 августа 1979, Корк) — канадский гребец-каноист ирландского происхождения, выступал за сборную Канады на всём протяжении 2000-х годов. Участник летних Олимпийских игр в Афинах, трижды бронзовый призёр чемпионатов мира, чемпион Панамериканских игр, многократный победитель и призёр первенств национального значения.

## Биография
Ричард Долтон родился 27 августа 1979 года в городе Корк в Ирландии, однако впоследствии переехал на постоянное жительство в Канаду. Активно заниматься греблей начал в раннем детстве, проходил подготовку в клубе водных видов спорта «Чима» в небольшом прибрежном городке Уэверли в провинции Новая Шотландия.
Первого серьёзного успеха на взрослом международном уровне добился в 2000 году, когда попал в основной состав канадской национальной сборной и принял участие в домашнем чемпионате мира по марафонской гребле. В гонке двухместных каноэ, прошедшей на гребном канале в Дартмуте, вместе с партнёром Майклом Скаролой выиграл серебряную медаль в заезде на 36 километров, уступив лидерство лишь спортсменам из Венгрии. Впоследствии, тем не менее, отказался от марафонских гребных дисциплин в пользу классических спринтерских. В частности, уже в 2002 году побывал на спринтерском чемпионате мира в испанской Севилье, откуда привёз награду бронзового достоинства, выигранную в паре с тем же Скаролой на тысячеметровой дистанции — в финале их обошли команды из Польши и Кубы.
Благодаря череде удачных выступлений Долтон удостоился права защищать честь страны на летних Олимпийских играх 2004 года в Афинах, стартовал здесь сразу в двух дисциплинах: в одиночках на 500 метров и в двойках со Скаролой на 1000 метров — в обоих случаях добрался до финальной стадии, но в решающих заездах показал только шестой результат. Год спустя на чемпионате мира в хорватском Загребе выиграл бронзу в километровом зачёте каноэ-одиночек, на этот раз его обошли немец Андреас Диттмер и представитель Испании Давид Каль.
После длительного перерыва в 2010 году Долтон вернулся в основной состав сборной Канады и продолжил принимать участие в крупнейших международных регатах. Так, на чемпионате мира в польской Познани на одиночной дистанции в 200 метров он разделил третье бронзовое место с украинским гребцом Юрием Чебаном, при этом золото и серебро получили россиянин Иван Штыль и француз Тома Симар соответственно. В 2011 году выступил на Панамериканских играх в мексиканской Гвадалахаре, где завоевал золотую медаль в двухсотметровой гонке одиночек, также в той же дисциплине добыл серебро на этапе Кубка мира в чешском Рачице. Вскоре после этих соревнований принял решение завершить карьеру профессионального спортсмена, уступив место в сборной молодым канадским гребцам.